# Rohivka, Novhorod-Siverskîi
Rohivka (în ucraineană Рогівка) este un sat în comuna Liskonohî din raionul Novhorod-Siverskîi, regiunea Cernihiv, Ucraina.

## Demografie
Componența lingvistică a localității Rohivka
     Rusă (62,09%)
     Ucraineană (37,91%)
Conform recensământului din 2001, majoritatea populației localității Rohivka era vorbitoare de rusă (62,09%), existând în minoritate și vorbitori de ucraineană (37,91%).